# Phytomyza clematidicaulis
Phytomyza clematidicaulis är en tvåvingeart som beskrevs av Erich Martin Hering 1958. Phytomyza clematidicaulis ingår i släktet Phytomyza och familjen minerarflugor.
Artens utbredningsområde är Österrike. Inga underarter finns listade i Catalogue of Life.